# 하뉴다역
하뉴다역(일본어: 羽生田駅)은 일본 니가타현 미나미칸바라군 다가미정에 있는, 동일본 여객철도의 철도역이다. 신에쓰 본선이 지나간다.

## 역 구조
단식 1면 1선과 섬식 1면 2선이 있는, 총합 2면 3선 구조의 지상역이다. 양쪽 승강장은 과선교로 이어져 있다.
역 업무는 JR 니가타 비즈니스가 대신 하고 있으며, 오전 7시부터 오후 5시 50분까지 초록 창구를 영업 하고 있다. 조조와 심야 시간대에는 역무원이 근무하지 않는다. 역사에는 초록 창구, 자동발권기, 맞이방, 자동판매기, 화장실 등이 있다.
간이개찰기에서 스이카 및 제휴 교통카드의 사용이 가능하다.

### 승강장
| 1 | ■ 신에쓰 본선 | 히가시산조 · 나가오카 방면    |
| 2 | ■ 신에쓰 본선 | (대피선·하뉴다발 열차가 사용) |
| 3 | ■ 신에쓰 본선 | 니쓰 · 니가타 방면            |

## 역세권 정보
- 국도 제403호선
- 다가미정사무소

## 역사
- 1903년 4월 19일 - 호쿠에쓰 철도의 역으로 개업하였다.
- 1907년 8월 1일 - 국유화에 따라 일본국유철도의 소속이 되었다.
- 1987년 4월 1일 - 민영화에 따라 동일본 여객철도의 소속이 되었다.
- 2006년 1월 21일 - 스이카의 사용이 개시되었다.

## 인접역
| 동일본 여객철도 신에쓰 본선 | 동일본 여객철도 신에쓰 본선 | 동일본 여객철도 신에쓰 본선 |
| --------------------------- | --------------------------- | --------------------------- |
| 가모 나오에쓰 방면          | ■ 보통                      | 다가미 니가타 방면          |